# セリナ・ヘイスティングス
セリナ・ヘイスティングス（Selina Hastings、1707年8月24日 - 1791年6月17日）は、イングランドとウェールズのメソジスト・リバイバルの指導者たちを経済力で支えた婦人である。ハンティンドン伯爵夫人（Countess of Huntingdon）として知られる。

## 生い立ち
第2代フェラーズ伯爵ワシントン・シャーリーの娘としてレスターシャーに生まれ、1728年6月3日にカルヴァン主義者の第9代ハンティンドン伯爵セオフィラス・ヘイスティングスと結婚した。

## メソジスト・リバイバル
伯爵夫人は、1739年にメソジスト・ソサエティに参加する。1746年から1767年の間に夫と2人の息子に先立たれた後、ジョン・ウェスレーやジョージ・ホウィットフィールドの働きを支えるようになる。チャールズ・ウェスレー夫人とは親しかったと言われている。
ホウィットフィールドは伯爵夫人のチャプレンとなり、カルヴァン主義メソジストの運動を進めた。ホウィットフィールドとウェスレーの論争時にハンティンドン伯爵夫人はカルヴァン主義のホウィットフィールドの側に立った。
伯爵夫人の生涯の最初の頃はアイザック・ワッツ、レディー・メアリー・アブニー、フィリップ・ドッドリッジ、オーガスタス・トプレディーが友人であった。彼らの死後、レディー・アン・アグネス・アースキンが最も親しい友人として共にいた。
伯爵夫人は、60あまりの教会を建てた。また、アフリカ系アメリカ人の女性詩人であるフィリス・ホイートリーのパトロンとして詩集出版を後援した。

## 参考
- 『リバイバル人物伝』立石靖夫　新生宣教団 ISBN 4882810883